# Hugues VIII de Lusignan
Pour les articles homonymes, voir Hugues de Lusignan.
Hugues VIII de Lusignan, né vers 1097 et décédé après 1171, fut seigneur de Lusignan dans le Poitou. Il possédait également les fiefs et châteaux de Frontenay, Couhé, Chizé, Benet et Soubise. Par son union avec la maison de Rancon, puissants seigneurs de Saintonge, Hugues VIII contrôlait également les châtellenies de Vouvant et de Civray.
Hugues est nommé "le Brun" par Guillaume de Tyr,. Ce surnom n'apparait pas dans les chartes, ou dans d'autres documents, laissant la place au patronyme "Lusignan".

## Biographie

### Famille
Hugues VIII est le fils aîné d'Hugues VII le Brun (v. 1060-v. 1148), seigneur de Lusignan (1110-v. 1148), et de Sarrasine de Lezay (v. 1085-av. 1144).
Ses frères cadets, Rorgon Ier (v. 1105-ap. 1169), seigneur d'Angles-sur-l'Anglin, et Simon Ier de Lezay dit le Brun (v. 1110-v. 1181), seigneur de Lezay renforcent les positions territoriales et politiques du groupe familial dans le comté de Poitou,.
Ses fils, Guy (av. 1153-1194) et Aimery (av. 1152-1205), deviennent roi de Jérusalem et de Chypre et s'incèrent durablement en Orient latin. Cette double accession à la royauté confère à l'ensemble du groupe familial un immense prestige. Hugues VIII est également le père du célèbre Geoffroy Ier de Lusignan (av. 1150-1216), seigneur de Vouvant, Mervent et de Montcontour.

### Vie politique
Le 2 février 1151, à Saint-Jean d'Angely, Hugues VIII souscrit à un jugement de Louis VII, roi de France et duc d'Aquitaine, en compagnie de son beau-père Geoffroy III de Rancon,.
En 1156, Hugues VIII accompagne Henri II  Plantagenêt en Aquitaine et en Gascogne. Il souscrit à l'une de ses chartes à la Sauve-Majeure, le 13 décembre, en présence de Thomas Becket, chancelier d'Angleterre,.

#### Terre Sainte
En 1163, Hugues VIII part pour la Terre Sainte et prend le commandement d'un contingent de croisés. Il est accompagné de Geoffroy Martel, frère du comte d'Angoulême, Guillaume VI Taillefer. Après avoir effectué son pèlerinage à Jérusalem, il se rend dans le comté de Tripoli, en mai 1163, menacé par Nur ad-Din, émir de Damas. En 1164, Hugues VIII de Lusignan et sa troupe de pèlerins, un contingent de chevaliers du Temple commandé par Gilbert de Lacy, Constantin Coloman et ses Byzantins, Robert du Mans, qui a sous ses ordres le premier contingent gallois de l'histoire des croisades, attaquent par surprise le camp de Nur ad-Din qui assiége le Krak. Les francs sont victorieux dans la plaine de la Bocquée mais décident de ne pas poursuivre les fuyards.
Le 11 août 1164, la bataille de Harim est un désastre : la mauvaise entente des seigneurs francs, les erreurs de stratégies et la défaillance du prince arménien Thoros II qui abandonne ses alliés sur le champ de bataille, amènent Nur ad-Din à être victorieux. Hugues VIII de Lusignan, Raymond III de Tripoli, Bohémond III d'Antioche, Constantin Coloman et Joscelin III de Courtenay sont capturés et conduit en captivité à Alep,. Cette défaite produit un tel retentissement dans le monde chrétien qu'un appel au secours est lancé par le patriarche d'Antioche, Aimery de Limoges, auprès du roi Louis VII de France.
Alors que Bohémond III est libéré au cours de l'été 1165, moyennant la somme de 100 000 pièces d'or, Hugues VIII est libre en 1168 et s'installe dans le comté de Tripoli où il souscrit un acte avec sa seconde épouse Douce Milon et leur fille Almodis,. Raymond III recouvre la liberté après huit ans de captivité.

#### Révolte féodale en Poitou
En 1168, une révolte nobiliaire est déclenchée en Aquitaine par Audebert IV, comte de la Marche, Guillaume VI Taillefer, comte d'Angoulême, Aimery de Lusignan, Robert et Hugues de Sillé contre le pouvoir Plantagenêt.  La réponse du roi d'Angleterre est foudroyante mais ne cible que les possessions des Lusignan, ne pouvant mater l'ensemble des conjurés. Henri II  traverse la Manche, la Normandie, l'Anjou et le nord du Poitou, prend et détruit le château de Lusignan. 
Afin d'apaiser la noblesse poitevine, Henri II  place à la tête de l’Aquitaine son épouse, la duchesse-reine Aliénor. Pour assurer la sécurité de la reine et la  continuité de sa propre autorité, il assigne auprès d'Aliénor l'un de ses proches, Patrick, comte de Salisbury. 
Profitant du départ du roi et de son armée pour la Normandie, les frères Lusignan réinvestissent  leur forteresse et la rebâtissent. Cependant, la présence du comte de Salisbury est jugée provocatrice par les fils d'Hugues VIII. Lors d'un déplacement de la reine aux alentours de Poitiers, Geoffroy de Lusignan et ses frères organisent une embuscade où Patrice de Salisbury est tué par Guy de Lusignan et où le jeune Guillaume le Maréchal est fait prisonnier,,. Cet épisode contraint Pierre, Guy et Aimery à prendre la croix et à s'exiler en Terre Sainte,,. Ils rejoignent leur père dans le comté de Tripoli.
Le conflit entre Henri II  d'Angleterre et les fils du seigneur de Lusignan dure encore plusieurs mois. Les disparitions de Rorgon, seigneur d'Angles-sur-l'Anglin, de Galeran, frères cadets d’Hugues VIII, celle de son second fils Robert,  et surtout le décès en 1169 de son fils aîné, Hugues le Brun, amènent Hugues VIII à quitter les États latins d'Orient pour le Poitou.

#### Retour en Poitou et décès
De retour en Poitou, Hugues VIII souscrit à nouveau en 1171, en faveur de l'abbaye des Châtelliers, avant de disparaitre des actes. Après la mort d'Hugues VIII, c'est son troisième fils, Geoffroy, seigneur de Vouvant, qui devient le principal représentant de la famille en Aquitaine : les fils d'Hugues le Brun et son dernier frère présent en terre poitevine, Guillaume de Valence, sont encore mineurs.

## Mariages et descendance

### Bourgogne de Rancon
Hugues VIII épouse Bourgogne de Rancon (av. 1112-ap. le 11 avr. 1169), fille de Geoffroy III de Rancon (♰ ap. 1153), seigneur de Taillebourg, Vouvant, Benet, Civray et Marcillac. Elle apporte en dot les châteaux de Vouvant et de Civray.

### Postérité
Le couple a sept enfants connus :
- Hugues le Brun[43] (av. 1124-avr. 1169), co-seigneur de Lusignan, épouse Aurengarde (av. 1124-v. 1169). Il est probable qu'elle soit l'héritière de Raoul, seigneur d'Exoudun[47]. Aurengarde apporte ainsi la seigneurie d'Exoudun à la famille des Lusignan. Hugues le Brun et Aurengarde sont les parents d'Hugues IX le Brun (av. 1151-1219), comte de la Marche, et de Raoul Ier d'Exoudun (v. 1169-1219), comte d'Eu ;
- Robert de Lusignan (av. 1149- ap. 1162)[43] ;
- Geoffroy Ier de Lusignan[43] dit le Prud'homme (av. 1150-1216) est comte de Jaffa, d'Ascalon (1191-1193), seigneur de Vouvant, Mervent, Moncontour et Soubise. Il épouse en premières noces Humberge de Limoges (1160/1180-av. 1195) et en secondes noces Eustachie Chabot (av. 1184-av. 1215), dame de Moncontour ;

- Pierre[43] de Lusignan (av. 1151-ap. déc. 1174) figure dans l'entourage du comte de Tripoli, Raymond III, en 1174[48] ;
- Aimery II de Lusignan (av. 1152-1er avr. 1205), connétable de Jérusalem (1193-1198), seigneur (1194-1195), puis roi de Chypre (1195-1205) en succession de son frère cadet Guy et roi de Jérusalem (1197-1205). Aimery II épouse en premières noces Echive d'Ibelin (v. 1160-1196/97)[10] et en secondes noces Isabelle de Jérusalem (v. 1172-1206). Par Aimery II, les Lusignan s'installent durablement au Proche-Orient ;
- Guy de Lusignan (av. 1153-avr. 1194), comte de Jaffa et d'Ascalon (1180-1186), roi de Jérusalem (1186-1192), puis seigneur de Chypre (1192-1194). Il épouse Sibylle de Jérusalem (1159-sept. 1191)[10], demi-sœur aînée d'Isabelle de Jérusalem (v. 1172-1206) ;
- Guillaume de Valence (av. 1171-ap. 1216). En 1186, il est fiancé par son frère Guy, devenu roi de Jérusalem, à Béatrix de Courtenay, fille du sénéchal du royaume, Josselin III de Courtenay (1135-1200)[49],[10]. En 1216, il est cité comme prêtre[50].

### Douce Milon
D'une union contractée, vers 1168 en Terre sainte, avec Douce Milon (av. 1150-ap. 1168), sœur de Bertrand Milon (♰ 1168) propriétaire de plusieurs maisons à Mont-Pèlerin, à l'est de Tripoli ; il a :
- Almodis de Lusignan (ap. 1163-ap. 1168) née dans le comté de Tripoli[25]. Nous ne savons rien sur sa destiné.

## Sources et bibliographie